# Genís Matabosch Giménez
Genís Matabosch Giménez (aussi connu sous le nom Genís Matabosch i Eiximenis), né à Figueres (Catalogne) en 1977, est un auteur espagnol, historien de l'art et spécialiste des arts du cirque.

## Biographie
Genís Matabosch Giménez est diplômé en administration et conservation du patrimoine de l'Institut national du patrimoine de Paris. Il est également licencié en histoire de l'art de l'université de Gérone.
Il a réalisé et écrit de nombreuses expositions et publications sur le monde du cirque. Il a également été responsable de nombreuses tournées en Catalogne de cirques du monde entier, parmi lesquels le cirque national de Cuba, le cirque de Moscou sur glace et les cirques Medrano ou Raluy.
Genís Matabosch possède la plus grande collection de documentation en Espagne et une des principales en Europe concernant le monde du cirque, à hauteur de plusieurs milliers de documents en rapport avec l'histoire des arts du cirque à toutes les époques. Il est désormais un membre régulier de jurys de festival de cirques à travers le monde : Mexico, Moscou, La Havane, Kiev, Massy, Wuqiao, Wuhan ou Hanoi.
Il dirige de 2002 à 2008 le festival international de Pallassos de Cornellà puis, de 2008 à 2010, le festival international du cirque d'Albacete. Il dirige depuis 2012 le festival international du cirque de Figueres.
En France, il est le Monsieur Loyal du Festival du cirque de Saint-Paul-lès-Dax en 2011 et du Val-d'Oise en 2014.
Genís Matabosch Giménez reçoit en 2021 la médaille d'or du mérite des beaux-arts, décernée par le ministère de l'Éducation, de la Culture et des Sports espagnol.
Il est directeur de la Circus Arts Foundation.